# Engenharia de biossistemas
A Engenharia de Biossistemas é um novo ramo da engenharia no Brasil que lida com a produção agropecuária, de certos materiais, alimentos, energia limpa e biomassa, buscando sustentabilidade através da incorporação e criação de novas tecnologias, isto é, garantindo um volume de produção que atenda às necessidades da população, sem prejudicar o ambiente e a sociedade.
O engenheiro de Biossistemas terá como competência projetar sistemas que favoreçam a recuperação de áreas degradadas, a produção sustentada de alimentos, fibras e energia, o tratamento de efluentes, mediante o uso de tecnologias inovadoras. Nesse processo, realiza análises experimentais para determinar as propriedades físicas, químicas e biológicas desses produtos e analisa os processos de recuperação, controle, transformação e armazenamento.
Pode-se dizer, com certa ressalva, que a Engenharia de Biossistemas possui estreita relação com a Engenharia Agrícola, na medida em que aborda e complementa os conhecimentos desta. Ao incorporar aos sistemas clássicos de irrigação e drenagem, construções rurais, mecanização agrícola, entre outros, avanços tecnológicos como tecnologia da informação, robótica, computação gráfica, automação, biossensores, engenharia de materiais, GPS etc. a engenharia de biossistemas dá um novo significado ao termo suporte à produção agropecuária.
Embora seja nova no Brasil, a Engenharia de Biossistemas já é um curso tradicional em países como Austrália, Estados Unidos e Irlanda. Sua concepção começou a ser estabelecida na década de 1960 em uma reunião da ASABE (American Society of Agricultural and Biological Engineers). Muitos pesquisadores dessa sociedade pensavam que a Engenharia Agrícola não poderia apenas se preocupar com a aplicação de sistemas e insumos na agricultura, como deveria entender e modelar sistemas biológicos. Dessa ideia que surgiu a Engenharia de Biossistemas, que se consolidou a partir da década de 1990 nos EUA com a inclusão ou troca de nome de muitos Departamentos e cursos que passaram de Engenharia Agrícola para: Engenharia Agrícola e Biológica ou de Biossistemas.
Em 1995,  49%  dos Departamentos  de Engenharia Agrícola  de Universidades americanas já tinham  modificado seus nomes para outro que tivesse os termos biológicos, biossistemas  ou  biorrecursos. Em 2005  esse  número já  era  de  85%. A China, cria o primeiro curso de Engenharia de Biossistemas no ano 2000, dentro do contexto de mudanças socioeconômicas  a que  o País  passou  e em especial a maior abertura econômica dos últimos 20 anos. O primeiro curso do País se iniciou na Universidade de Zhejiang unindo engenharia e biologia.

## No Brasil
A Engenharia de Biossistemas é oferecida como graduação em período integral com duração de 10 semestres na Faculdade de Zootecnia e Engenharia de Alimentos - FZEA da Universidade de São Paulo - USP, no campus de Pirassununga - SP, na Unesp - Universidade Estadual Paulista "Júlio de Mesquita Filho", no Câmpus de Tupã, na Universidade Federal de São João Del-Rei, na Universidade Federal de Campina Grande e no Instituto Federal de São Paulo - Avaré/SP.
Na pós-graduação Stricto sensu, a Universidade Federal do ABC - UFABC, em Santo André - SP, iniciou em 2010 cursos de pós-graduação com Mestrado e Doutorado em Biossistemas. O curso foi recomendado pela CAPES com nível 4. Também foram disponibilizadas vagas para estágio de Pós-Doutorado em Biossistemas na mesma instituição.
Na pós-graduação Lato sensu, a Universidade de Pelotas, no Rio Grande do Sul, oferece desde 2008 o Curso de Especialização em Engenharia de Biossistemas.
Pelo menos desde 2014 o curso de pós graduação em nível de mestrado é oferecido pela Universidade Federal Fluminense (UFF).
A partir de 2017 o Instituto Federal de Avaré também passou a oferecer o curso.

## Na Universidade de São Paulo
A Universidade de São Paulo (USP) possui o curso de Engenharia de Biossistemas nas modalidades graduação integral e pós-graduação strito sensu em mestrado e doutorado. A graduação é oferecida pela Faculdade de Zootecnia e Engenharia de Alimentos (FZEA) no campus de Pirassununga, Estado de São Paulo, com duração de cinco anos e admissão por meio de vestibular, com 60 vagas anuais. A administração do curso é exercida pelo Departamento de Engenharia de Biossistemas da FZEA-USP (ZEB).
O mestrado e doutorado são oferecidos pela Escola Superior de Agricultura Luiz de Queiroz (ESALQ) no campus de Piracicaba-SP, com duração de até dois e quatro anos, respectivamente, e admissão bianual (em março e agosto) por processo seletivo próprio e quantidade de vagas variável. A administração dos cursos é exercida pelo Departamento de Engenharia de Biossistemas da ESALQ-USP (LEB), antigo Departamento de Engenharia Rural.
A USP foi a primeira Instituição de Ensino Superior a trazer para o Brasil o curso de Engenharia de Biossistemas a nível de graduação no ensino público, com admissão da primeira turma de 60 alunos no vestibular para início em 2009. A Universidade de Pelotas (UFPEL) oferece pós-graduação lato sensu em Engenharia de Biossistemas desde 2008, no Rio Grande do Sul. Em agosto de 2009, a ESALQ renomeou o então Departamento de Engenharia Rural para Departamento de Engenharia de Biossistemas.
Em 2010, a Biossistec Jr. - Empresa Jr. do curso de Engenharia de Biossistemas da FZEA-USP foi fundada. A Biossistec Jr. é a primeira empresa júnior de Engenharia de Biossistemas do Brasil. Como qualquer empresa júnior, a Biossistec Jr. foi fundada, é composta e administrada somente por alunos da graduação em Engenharia de Biossistemas da FZEA-USP, com eventuais contribuições e participações de professores, ex-alunos e profissionais do setor. A empresa oferece consultoria nas áreas afins da profissão e hoje já conta com um discreto, porém significativo, portifólio de projetos de engenharia, clientes, parceiros, eventos e atividades desenvolvidas.
A primeira turma de formandos em Engenharia de Biossistemas graduou-se em 2013 com os quatro primeiros Engenheiros de Biossistemas do Brasil. Desde então, o número de formandos vem aumentando. Em 2014, um dos graduados nesse curso pela FZEA foi admitido para o curso de mestrado na ESALQ. Empresas do agronegócio estão começando a reconhecer o valor desse profissional e já incluem a profissão na lista de formações admitidas em processos seletivos de estágio, trainee e recrutamento.